# USS Scorpion (SSN-589)
Lo USS Scorpion (hull classification symbol SSN-589) era un sottomarino di classe Skipjack della United States Navy e la sesta unità della Marina statunitense a portare quel nome. Lo Scorpion fu dichiarato disperso il 5 giugno 1968, uno dei pochi sottomarini dalla U.S. Navy persi in periodo di pace ed è uno dei due sottomarini nucleari perduti in totale; l'altro fu il USS Thresher (SSN-593), che affondò il 10 aprile 1963 al largo della costa del New England durante i collaudi.

## Storia del servizio
La chiglia dello Scorpion fu terminata il 20 agosto 1958 dalla divisione Navi Elettriche della General Dynamics a Groton in Connecticut. Il sottomarino fu varato il 19 dicembre 1959 dalla signora Elizabeth S. Morrison (figlia dell'ultimo comandante dello USS Scorpion della seconda guerra mondiale) e fu messo in servizio il 19 luglio 1960 sotto gli ordini del comandante Norman B. Bessac.

### 1960-1967
Assegnato allo Squadrone Sottomarini 6, Divisione 63, lo Scorpion partì da New London in Connecticut il 24 agosto per una missione di due mesi nelle acque europee. Durante quel periodo partecipò a esercitazioni con le unità della Sesta Flotta degli Stati Uniti e altre marine della NATO. Dopo il ritorno nel New England alla fine di ottobre, proseguì negli addestramenti lungo la costa orientale sino al maggio del 1961, attraversando poi nuovamente l'oceano Atlantico per operazioni che durarono sino l'estate. Il 9 agosto 1961 ritornò ancora a New London e, un mese dopo, si spostò a Norfolk in Virginia. Nel 1962 si guadagnò la Navy Unit Commendation.
Con Norfolk come suo porto per il resto della sua carriera, lo Scorpion si specializzò nello sviluppo di tattiche di guerra con sottomarini nucleari. Variando il proprio ruolo da cacciatore a preda, partecipò a esercitazioni che si spostavano nelle zone operative della costa Atlantica, delle Bermuda e di Porto Rico; poi, dal giugno 1963 al maggio 1964 interruppe le sue operazioni per una revisione a Charleston, nella Carolina del Sud. Riprendendo il servizio al largo della costa orientale nella tarda primavera, interruppe nuovamente il servizio dal 4 agosto all'8 ottobre per una pattuglia transatlantica. Nella primavera del 1965 condusse un pattugliamento simile nelle acque europee.
Tra la fine dell'inverno e l'inizio della primavera del 1966 e nuovamente nell'autunno, il sottomarino fu impiegato per operazioni speciali. In seguito al completamento di questi assegnamenti, il suo ufficiale in comando ricevette la Navy Commendation Medal per l'eccezionale leadership, la previdenza e l'abilità professionale; altri ufficiali e membri dell'equipaggio dello Scorpion furono citati per azioni meritorie. Si ritiene che lo Scorpion sia entrato in un mare interno russo durante la "Northern Run" nel 1966 dove filmò un lancio missilistico sovietico attraverso il suo periscopio prima di essere costretto a usare la sua elevata velocità per sfuggire alle navi della Marina Sovietica. Lo Scorpion ebbe un'eccellente reputazione e fu un ottimo posto di lavoro per gli ufficiali che cercavano di salire nella gerarchia della Marina, dove gli ufficiali che lavoravano sui sottomarini stavano guadagnando sempre più prestigio.

### Revisione
Il 1º febbraio 1967 lo Scorpion entrò nella Norfolk Naval Shipyard (il cantiere navale di Norfolk) per un'altra revisione estesa. Tuttavia, invece della necessaria revisione completa, ricevette soltanto le riparazioni di emergenza per riportarlo in servizio il più presto possibile. Le pressioni operative e problemi complessi e non previsti crearono il Programma per la Sicurezza dei Sottomarini (SUBSAFE, "Submarine Safety Program") che fu iniziato in seguito alla perdita dell'US Thresher nel 1963, con il risultato che le revisioni dei sottomarini passarono da 9 mesi di durata a 36 mesi. L'intenso esame della qualità dei componenti del sottomarino richiesta dal programma SUBSAFE raddoppiò in seguito a diversi miglioramenti e a intense ispezioni strutturali – in particolare ispezioni nelle saldature della fusoliera con esami ultrasonici – erano problemi che riducevano la disponibilità delle parti critiche come le tubature per l'acqua marina. Le pressioni della Guerra Fredda portarono gli ufficiali della Flotta Atlantica dei Sottomarini statunitense (SUBLANT) a trovare modi per ridurre la durata delle revisioni. Il costo di quest'ultima revisione fu di quasi un settimo di quello degli altri sottomarini nucleari dell'epoca. Questo fu il risultato delle preoccupazioni rispetto all'"alta percentuale di tempo di avaria" dei sottomarini nucleari da attacco che fu stimato in circa il 40% del totale del tempo di servizio disponibile.
Siccome l'originaria "revisione completa" dello Scorpion fu ampiamente ridotta, si decise che non avrebbe ricevuto il lungo e tardivo lavoro SUBSAFE, incluse valvole controllate in remoto per chiudere l'ingresso dell'acqua marina nel relativo sistema ausiliario e le valvole che avrebbero permesso al sistema di svuotamento del principale serbatoio di equilibrio di emergenza (EMBT) di funzionare. Un sistema EMBT recente fu installato durante la prima revisione del 1964, ma le valvole non erano affidabili. In seguito a una disputa tra il Cantiere Navale di Charleston, che affermava che il sistema funzionava e la SUBLANT, che lo negava, il sistema EMBT fu depennato, segnalato come non usabile. I problemi con la durata della revisione, che videro lo Scorpion selezionato per un programma ridotto sperimentale di revisione, provocò ritardi anche in tutti gli altri lavori della SUBSAFE durante il 1967.
L'idea della revisione ridotta a cui andò incontro lo Scorpion fu approvato dal Capo delle Operazioni Navali ("CNO", "Chief of Naval Operations") il 17 giugno 1966. Il 20 luglio il CNO permise anche la dilazione delle estensioni della SUBSAFE, che diversamente erano credute essenziali sino al 1963.
Durante gli ultimi sei mesi di vita operativa dello Scorpion almeno due marinai, Daniel Rogers (EM2) e Daniel Pettey (Radioman Chief) cercarono di essere rimossi dallo Scorpion a causa dei gravi problemi al morale a cui avevano assistito. Rogers cercò la squalifica dal servizio sui sottomarini - che gli fu concessa - mentre Pettey tentò di trasferirsi alla United States Army per essere poi trasferito dallo Scorpion mentre si trovava nel Mediterraneo solo pochi mesi prima che fosse perduto.

## Perdita

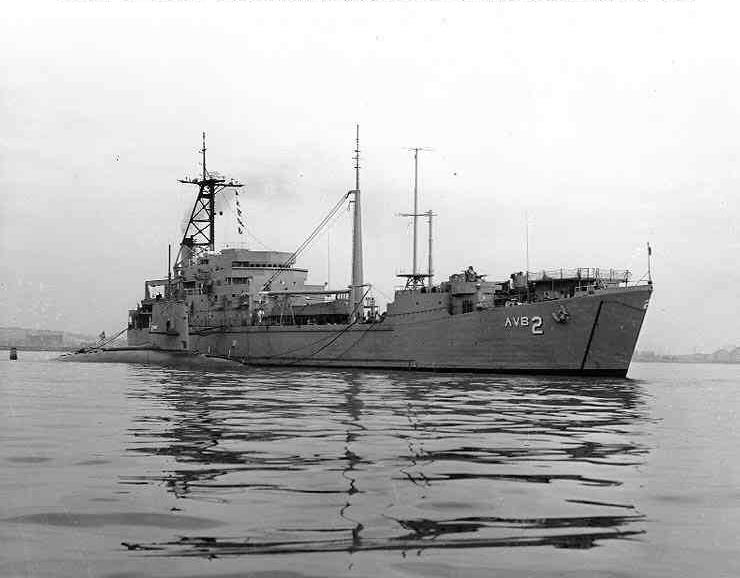
La USS Tallahatchie County (AVB-2) con a fianco lo Scorpion, fuori dal Claywall Harbor di Napoli in Italia, nell'aprile 1968 (poco prima che lo Scorpion partisse per il suo ultimo viaggio). Si ritiene che questa sia una delle ultime foto scattate allo Scorpion.

### Scomparsa
Alla fine dell'ottobre del 1967 lo Scorpion cominciò un allenamento di ripasso e test sui sistemi di armamento e gli fu assegnato anche un nuovo ufficiale in comando, Francis Slattery. Terminato l'addestramento al largo di Norfolk in Virginia, partì il 15 febbraio 1968 per una missione nel mare Mediterraneo. Operò con la Sesta Flotta sino a maggio per poi dirigersi verso casa. Lo Scorpion ebbe diversi malfunzionamenti meccanici, incluso un problema cronico con la perdita di freon dai sistemi di raffreddamento. Scoppiò un incendio in un tubo di fuga, a causa di una perdita di acqua che cortocircuitò una connessione elettrica.
Al momento della partenza dal Mediterraneo il 16 maggio, due uomini lasciarono lo Scorpion a Rota, in Spagna. Uno a causa di un'emergenza, l'altro per ragioni di salute. Lo Scorpion fu allora assegnato all'osservazione delle attività navali sovietiche nell'Atlantico, in prossimità delle Azzorre. Completato questa missione, lo Scorpion si preparò a tornare alla base navale di Norfolk.
Per un periodo di tempo insolitamente lungo, a partire da poco prima della mezzanotte del 20 maggio fino a dopo la mezzanotte del 21 maggio, lo Scorpion cercò di stabilire contatti radio con la Stazione Navale di Rota in Spagna, ma poté solo raggiungere una stazione di comunicazione della Marina presso Nea Makri in Grecia, che inoltrò i messaggi dello Scorpion al SUBLANT. Sei giorni dopo fu segnalato in ritardo a Norfolk. Il personale della Marina sospettò un possibile guasto e fece partire le ricerche.

### La ricerca

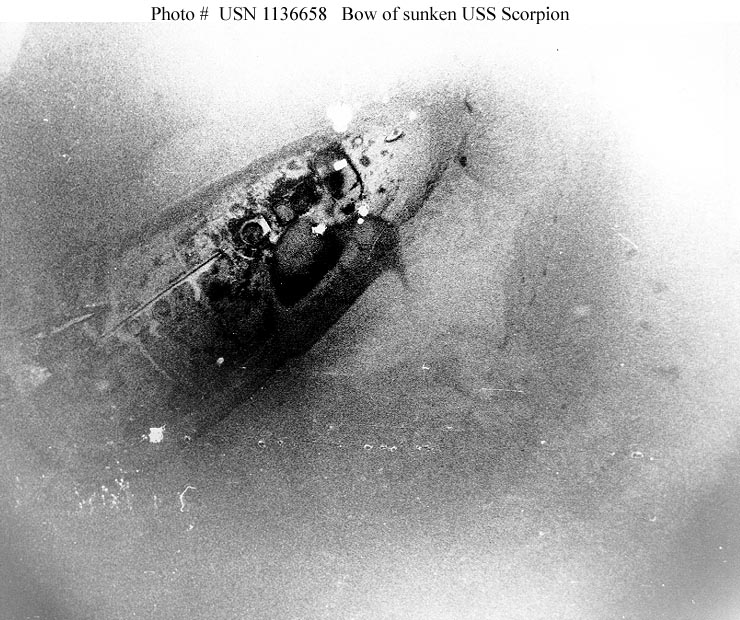
Foto del 1968 della US Navy della sezione di prua dello Scorpion, effettuata dall'equipaggio del batiscafo Trieste

Fu avviata un'operazione di ricerca, che però non ebbe esito positivo e il 5 giugno, lo Scorpion e il suo equipaggio furono dichiarati “presumibilmente perduti”. Il suo nome fu cancellato dal registro navale il 30 giugno. Alcune recenti testimonianze indicano ora che una vasta e segreta ricerca fu avviata 3 giorni prima della data in cui lo Scorpion era atteso di ritorno dal pattugliamento; questo, assieme alle altre informazioni rese pubbliche portarono a ipotizzare che la marina americana sapesse della distruzione dello Scorpion prima che fossero avviate ufficialmente le operazioni di ricerca. Recentemente, il Dott. Bob Ballard, che diresse un team di ricerca per il relitto del Titanic, ha affermato che la ricerca della nave era effettivamente una storia di copertura per la guerra fredda per trovare il relitto dello Scorpion.
La ricerca continuò, un gruppo di consulenti matematici diretti dal Dott. John Piña Craven, lo scienziato capo della Divisione progetti speciali della US Navy, impiegando i nuovi metodi della teoria di ricerca bayesiana, inizialmente sviluppata durante la ricerca di una bomba all'idrogeno perduta al largo delle coste di Palomares in Spagna nel gennaio del 1966. Alla fine di ottobre la nave di ricerca della Marina USNS Mizar (T-AGOR-11) trovò sezioni dello scafo dello Scorpion a più di 3 000 metri (10 000 piedi) di profondità a circa 740 chilometri (400 miglia nautiche) a sud est delle Azzorre. Questo dopo che la marina pubblicò delle registrazioni sonore (come fu riportato, ma apparentemente non lo fece ) dal suo sistema di ascolto sottomarino "Sosus" che conteneva i rumori della distruzione dello Scorpion. Conseguentemente la corte di giustizia fu nuovamente convocata e altri vascelli, incluso il batiscafo Trieste, furono mandati sulla scena, raccogliendo una grande quantità di foto e dati.
Benché il Dott. Craven ricevesse molto credito per il ritrovamento del relitto dello Scorpion, Gordon Hamilton della Columbia University - un esperto di acustica che ha fatto da pioniere nell'uso dell'idroacustica per localizzare le zone di ammaraggio dei missili Polaris - fu utile, non solo nell'acquisizione dei segnali acustici usati per localizzare il sottomarino, ma anche nell'analizzarli per fornire una precisa "scatola di ricerca", nella quale lo Scorpion fu finalmente trovato. Hamilton stabilì una stazione di ascolto quasi-legale nelle isole Canarie, che ottenne un segnale chiaro di quello che alcuni scienziati credono fosse il rumore dello scafo pressurizzato che implodeva nel momento in cui aveva passato la profondità di rottura. Uno scienziato poco conosciuto del Naval Research Laboratory di nome Chester "Buck" Buchanan, usando una slitta di sua ideazione con macchina fotografica trascinata a bordo della USNS Mizar, trovò finalmente lo Scorpion, dopo quasi sei mesi di ricerche. La slitta con macchina fotografica, fabbricata da J.L. "Jac" Hamm della Divisione di Servizi Ingegneristici del Naval Research Laboratory, è attualmente ospitata al Museo della Marina al Washington Navy Yard di Washington. (Nel 1964 Buchanan trovò il relitto dello scafo dell'USS Thresher usando la stessa tecnica).

### Relitto
Sembrerebbe che la prua dello Scorpion fosse scivolata dopo l'impatto con la melma di globicerinida sul fondo marino; essa avrebbe scavato una considerevole fossa che creò un significativo pericolo per gli equipaggi del Trieste II mentre cercavano di portarsi in vicinanza per acquisire fotografie e stime del relitto con i loro occhi. Molti dei compartimenti operativi erano scomparsi e molti dei detriti nelle vicinanze furono identificati come provenienti da tali comparti. La torretta era staccata e il compartimento operativo su cui era posata disintegrato, steso sul lato di babordo. Stranamente una delle sue luci di navigazione era bloccata nella posizione aperta come se fosse stata in superficie al momento del disastro. Tuttavia è stato evidenziato dagli operatori dei sottomarini che potrebbe essere stata lasciata nella posizione aperta durante la precedente sosta notturna a Rota. Un pilota del Trieste II che ha esplorato la zona di affondamento dello Scorpion disse che lo shock provocato dall'implosione potrebbe aver sbalzato la luce nella posizione aperta.
La sezione di poppa sembrava essere scivolata di lato durante l'impatto, a causa del fatto che aveva una forma meno idrodinamica — diversamente dalla stanza dei siluri a forma di proiettile, la quale si pensa abbia sviluppato una maggiore velocità di discesa. La sezione di poppa della stanza dei motori si incastrò nella sezione della fusoliera più larga che si trovava di fronte.

#### Danni osservati
L'indagine secondaria della Marina - usando ispezioni estese fotografiche, video e a occhio nudo del relitto nel 1969 - abbracciò l'opinione che lo scafo dello Scorpion fosse stato distrutto da forze implosive nel momento in cui superò la profondità di rottura. Il Gruppo di Analisi Strutturale, che includeva il direttore della "Naval Ships Systems Command's Submarine Structures" Peter Palermo, vide chiaramente che la stanza dei siluri era intatta, anche se era stata schiacciata dal comparto operativo dall'incredibile pressione idrostatica. Lo stesso comparto operativo fu largamente devastato dalla pressione marina e la stanza dei motori si era incastrata per 15 metri (50 piedi) in avanti all'interno dello scafo dalla pressione di collasso, quando la giunzione di transizione cono-cilindro si ruppe tra lo spazio delle macchine ausiliarie e la stanza dei motori.
L'unico danno alla stanza dei siluri sembra essere un boccaporto mancante dal tubo di fuga anteriore; Palermo osservò che questo successe quando la pressione dell'acqua entrò nella stanza dei siluri nel momento dell'implosione. Egli puntualizzò anche che il boccaporto di fuga di poppa era saltato e sembrava piegato, anche se si trovava ancora sui suoi cardini. (Questa conclusione fu estrapolata da Palermo diciotto anni dopo la perdita dello Scorpion quando visionò le immagini estremamente chiare fatte da Jason Junior e Alvin come parte di un esame del Navy Woods Hole Oceanographic Institution nella zona del relitto dello Scorpion).
Palermo non poté escludere un sabotaggio o una collisione come cause "plausibili" della distruzione dello Scorpion. Palermo scrive che la posizione delle antenne e altre prove indicano che lo Scorpion era probabilmente vicino alla superficie "appena prima di affondare". Palermo ammette che un segnale precursore avvenuto circa 22 minuti prima del treno acustico lasciato dallo Scorpion che affondava "poteva essere risultato da un'esplosione interna". Palermo afferma che "alcuni dei restanti 14 eventi acustici hanno alcune caratteristiche delle esplosioni", anche se, precisa, tali caratteristiche "potrebbero" essere anche attribuite ad altre sorgenti.

#### Prove acustiche
Un'analisi estesa, durata anni, dei segnali idroacustici di Gordon Hamilton della fine dello Scorpion fu condotta da Robert Price, Ermine (Meri) Christian e Peter Sherman del Naval Ordnance Laboratory. (Tutti e tre i fisici erano esperti di esplosioni sottomarine, delle relative tracce sonore e degli effetti distruttivi. Price era anche un critico del Dott. Craven). La loro opinione, presentata alla Marina come parte dell'inchiesta Phase II, fu che i rumori della morte dello Scorpion avvennero a circa 600 m (2 000 piedi) quando il suo scafo cedette. I frammenti continuarono poi in caduta libera per altri 2 700 m (9 000 piedi). Queste conclusioni sembrano differire da quelle trovate dal Dott. Craven e da Hamilton, che seguirono un insieme indipendente di esperimenti come parte della stessa indagine Phase II, dimostrando che erano possibili interpretazioni alternative dei segnali idroacustici basandosi sulla profondità del sottomarino nel momento in cui fu colpito e altre condizioni operative. Anche se le scoperte dello Structural Analisis Group (SAG) affermano che un evento esplosivo è improbabile e sono fortemente differenti dai test di Craven e Hamilton, fallirono nel trovare informazioni che escludessero un evento esplosivo.
La "Lettera" del 1970 del Naval Ordnance, lo studio acustico intensivo dei suoni della distruzione dello Scorpion di Price e Christian, era uno studio di supporto all'interno del rapporto del SAG. Nelle sue sezioni di Conclusioni e Raccomandazioni, lo studio acustico NOL afferma:
Il Naval Ordnance Laboratory basò molte delle sue conclusioni su un'analisi acustica estesa del siluramento e affondamento dello USS Sterlet nel Pacifico all'inizio del 1969, cercando di comparare i suoi segnali acustici a quelli generati dallo Scorpion. Price, un critico delle analisi di Craven e Hamilton sui suoni emessi dallo Scorpion, trovò l'affondamento previsto dello Sterlet della Marina accidentale. È tuttavia problematico il fatto che lo Sterlet, un piccolo sottomarino diesel-elettrico della Seconda Guerra Mondiale, era di progettazione e costruzione molto differente rispetto allo Scorpion riguardo allo scafo e ad altre caratteristiche. Il suo affondamento risultò in tre segnali acustici identificabili in paragone ai quindici dello Scorpion, qualcosa che Price non poté spiegare adeguatamente. I calcoli matematici che Price usò per arrivare alla sua analisi — e la discussione di alcune delle conclusioni di Craven e Hamilton — rimangono sconosciuti al pubblico.
Quando fu completato, lo studio del NOL dei suoni dell'affondamento dello Sterlet e dello Scorpion fornì spiegazioni molto dibattute su come lo Scorpion potesse aver raggiunto la sua profondità di rottura riferendosi all'aneddoto della non controllata e quasi fatale discesa del sottomarino diesel USS Chopper nel gennaio 1969:
Nello stesso maggio, lettera 2003 N77 citata sopra (si veda 1. con riguardo al punto di vista della Marina di un'esplosione frontale), tuttavia, la seguente affermazione sembra negare la teoria del NOL e puntare nuovamente il dito verso un'esplosione anteriore:

### Segretezza

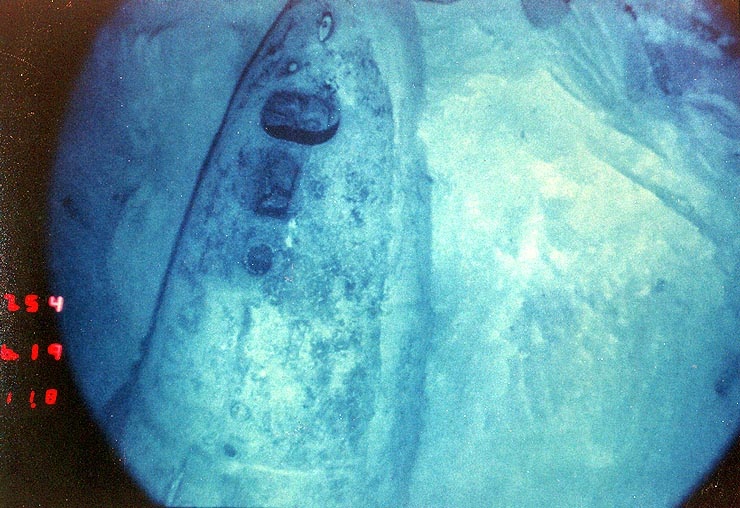
Sezione di prua contenente due siluri nucleari della USS Scorpion in fondo al mare. Foto della US Navy.

Nel momento in cui è affondato, a bordo dello USS Scorpion c'erano 99 membri dell'equipaggio. La nave conteneva un tesoro di attrezzature e manuali di spionaggio altamente sofisticati, due siluri con testata nucleare e un sistema di propulsione nucleare. I migliori indizi a disposizione indicano che lo Scorpion affondò nell'oceano Atlantico il 22 maggio 1968 approssimativamente 1844Z dopo un'esplosione di qualche tipo, mentre transitava in tale oceano da Gibilterra al suo porto di Norfolk in Virginia.
Sono state avanzate diverse ipotesi sulla causa della perdita. Alcune suggerirono che un'azione ostile da parte di un sottomarino sovietico causò la perdita dello Scorpion (si veda la discussione in "Scorpion Down" di Offley qua di seguito). Poco dopo il suo affondamento la Marina assemblò una commissione di inchiesta per indagare sull'incidente e per pubblicare un rapporto sulle possibili cause dell'affondamento. La commissione era presieduta dal VADM Bernard Austin che diresse l'inchiesta sulla perdita dell'USS Thresher. Le conclusioni della tavola rotonda, pubblicate prima nel 1968, furono fortemente riservate. All'epoca la marina citava spesso una porzione del rapporto del 1968 che diceva che nessuno avrebbe mai potuto determinare la causa della perdita "in modo conclusivo". L'amministrazione di Bill Clinton declassificò la maggior parte del rapporto nel 1993 e fu allora che il pubblico seppe che la commissione di inchiesta aveva considerato che una delle possibili cause del malfunzionamento poteva essere uno dei siluri dello stesso Scorpion (La commissione giustificò la sua opinione dicendo che le prove che aveva a disposizione non potevano portare a una scoperta conclusiva sulla causa dell'affondamento). Tuttavia la commissione di inchiesta non fu convocata dopo l'indagine Phase II del 1969 e non raccolse le testimonianze di un gruppo di progettisti di sottomarini, di ingegneri e fisici che impiegarono  quasi un anno a valutare i dati .

## Posizione attuale

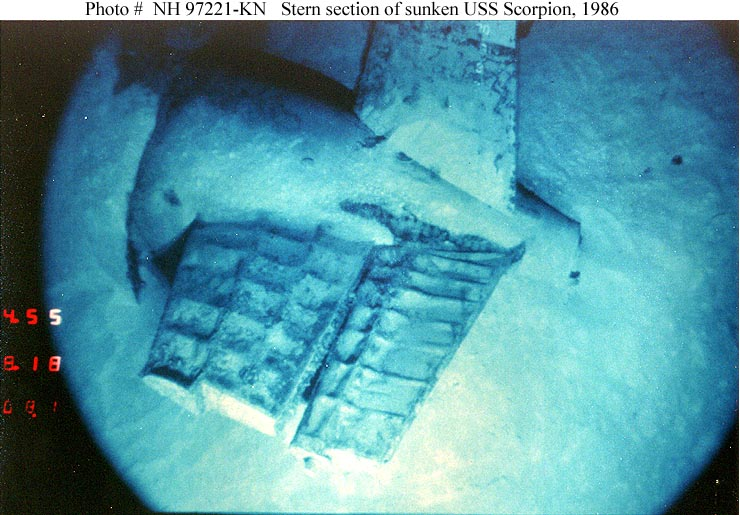
Sezione di poppa dello Scorpion, fotografata nel 1986 dal personale del Woods Hole.

Oggi il relitto dello Scorpion riposa su un letto sabbioso sul fondo dell'oceano Atlantico a circa 3000 m di profondità. Il sito è a circa 400 miglia (740 km) a sud est delle Azzorre, nel confine orientale del mar dei Sargassi. La marina statunitense ha acconsentito a visitare periodicamente il sito per controllare il rilascio di materiale radioattivo dal reattore nucleare o dalle due armi atomiche a bordo del sottomarino e determinare se il relitto è stato disturbato. La marina non ha però pubblicato informazioni sullo stato del relitto, eccetto poche fotografie fatte nel 1968 e nel 1985 da batiscafi.
La marina ha anche pubblicato informazioni sui test nucleari eseguiti nella zona di affondamento dello Scorpion. Non sono stati riportati rilasci significativi di materiale radioattivo dal sottomarino. Le foto del 1985 furono fatte da un team di oceanografi che lavoravano per il Woods Hole Oceanographic Institution a Woods Hole, in Massachusetts. Le circostanze della missione di Woods Hole mostrano l'elevato livello di segretezza che viene collegato allo Scorpion dalla Marina; nell'anno in cui furono fatte le foto, la Marina e il Woods Hole affermarono entrambi che il loro team stava cercando il relitto del famoso transatlantico RMS Titanic. Fu soltanto dopo che i giornali seppero e riportarono che il team di Woods Hole stava anche cercando lo Scorpion, che la marina ammise questa ricerca e pubblicò alcune delle foto fatte nella spedizione.

### Monitoraggio ambientale
La Marina militare americana ha monitorato periodicamente le condizioni ambientali del sito dal momento dell'affondamento e ne ha riportato i risultati in un rapporto pubblico annuale sul monitoraggio ambientale delle navi nucleari americane. I rapporti forniscono le specifiche del campionamento ambientale dei sedimenti, dell'acqua e della vita marina eseguito per accertare se il sottomarino abbia significativamente sconvolto le profondità oceaniche. I rapporti spiegano anche le metodologie con cui vengono condotti questi monitoraggi nei mari profondi sia con vascelli in superficie, sia  con sommergibili. I dati racolti confermano che, in base agli standard della US Navy, non c'è stato un effetto significativo sull'ambiente. Il carburante nucleare del sottomarino rimane intatto e gli attesi livelli eccessivi di uranio da fallout dei test atmosferici di armi nucleari del passato non sono stati rilevati durante le ispezioni della Marina. In aggiunta lo Scorpion trasportava due siluri Mark 45 con testata nucleare quando andò a picco e queste testate sono parte del problema ambientale. Lo scenario più probabile è che i nuclei di uranio e plutonio di queste armi si siano corrosi in un materiale pesante e insolubile poco dopo l'affondamento e che siano rimasti nelle posizioni originarie o in prossimità della stanza dei siluri della nave. Se i materiali corrosi fossero stati rilasciati all'esterno del sottomarino, il loro elevato peso specifico e la loro insolubilità li farebbero sprofondare nello strato dei sedimenti.

## Ufficiali e uomini perduti con l'USSScorpion(SSN-589)
I seguenti ufficiali e uomini furono perduti con lo Scorpion (SSN-589).
| Ufficiali | Sottufficiali |
| --- | --- |
| - Commander Francis Atwood Slattery, Commanding Officer - Lieutenant Commander David B. Lloyd, Executive Officer - Lieutenant Commander Daniel P. Stephens - Lieutenant John Patrick Burke - Lieutenant George Patrick Farrin, - Lieutenant Robert Walter Flesch - Lieutenant William Clarke Harwi - Lieutenant Charles Lee Lamberth - Lieutenant John C. Sweet - Lieutenant (j.g.) James W. Forrester, Jr. - Lieutenant (j.g.) Michael A. Odening - Lieutenant (j.g.) Laughton D. Smith | - TMC Walter William Bishop, Chief of the Boat (COB) - MMC(SS) Robert Eugene Bryan - RMC(SS) Garlin Ray Denney - RMCS(SS) Robert Johnson - MMCS(SS) Richard Allen Kerntke - QMCS(SS) Frank Patsy Mazzuchi - EMC(SS) Daniel Christopher Peterson - HMC(SS) Lynn Thompson Saville - ETC(SS) George Elmer Smith, Jr. - YNCS(SS) Leo Williazm Weinbeck - MMC(SS) James Mitchell Wells |
| Equipaggio | |
| - FTG3(SS) Keith Alexander M. Allen - IC2 Thomas Edward Amtower - MM2 George Gile Annable - FN(SS) Joseph Anthony Barr, Jr. - RM2(SS) Michael Jon Bailey - IC3 Michael Reid Blake - MM1(SS) Robert Harold Blocker - MM2(SS) Kenneth Ray Brocker - MM1(SS) James K. Brueggeman - RMSN Daniel Paul Burns, Jr. - IC2(SS) Ronald Lee Byers - MM2(SS) Douglas Leroy Campbell - MM3(SS) Samuel J. Cardullo - MM2(SS) Francis King Carey - SN Gary James Carpenter - MM1(SS) Robert Lee Chandler - MM1(SS) Mark Helton Christiansen - SD1(SS) Romeo Constantino - MM1(SS) Robert James Cowan - SD1(SS) Joseph Cross - FA Michael Edward Dunn - ETR2 Richard Philip Engelhart - FTGSN William Ralph Fennick - IC3(SS) Vernon Mark Foli - SN Ronald Anthony Frank - CSSN(SS) Michael David Gibson - IC2 Steven Dean Gleason - STS2(SS) Michael Edward Henry - SK1(SS) Larry Leroy Hess - ETR1(SS) Richard Curtis Hogeland - MM1(SS) John Richard Houge - EM2 Ralph Robert Huber - TM2(SS) Harry David Huckelberry - EM3 John Frank Johnson - IC3(SS) Steven Leroy Johnson - QM2(SS) Julius Johnston, III - FN Patrick Charles Kahanek - TM2(SS) Donald Terry Karmasek | - ETR3(SS) Rodney Joseph Kipp - MM3 Dennis Charles Knapp - MM1(SS) Max Franklin Lanier - ET1(SS) John Weichert Livingston - ETN2 Kenneth Robert Martin - ET1(SS) Michael Lee McGuire - TMSN Steven Charles Miksad - TMSN Joseph Francis Miller, Jr. - MM2(SS) Cecil Frederick Mobley - QM1(SS) Raymond Dale Morrison - QM3(SS) Dennis Paul Pferrer - EM1(SS) Gerald Stanley Pospisil - IC3 Donald Richard Powell - MM2 Earl Lester Ray, Jr. - CS1(SS) Jorge Luis Santana - ETN2(SS) Richard George Schaffer - SN William Newman Schoonover - SN Phillip Allan Seifert - MM2(SS) Robert Bernard Smith - ST1(SS) Harold Robert Snapp, Jr. - ETM2(SS) Joel Candler Stephens - MM2(SS) David Burton Stone - EM2 John Phillip Sturgill - YN3 Richard Norman Summers - TMSN John Driscoll Sweeney, Jr. - ETM2(SS) James Frank Tindol, III - CSSN Johnny Gerald Veerhusen - TM3 Robert Paul Violetti - ST3 Ronald James Voss - FTG1(SS) John Michael Wallace - MM1(SS) Joel Kurt Watkins - MMFN Robert Westley Watson - TM2 James Edwin Webb - SN Ronald Richard Williams - MM3 Robert Alan Willis - IC1(SS) Virgil Alexander Wright, III - TM1(SS) Donald H. Yarsbrough - ETR2(SS) Clarence Otto Young, Jr. |

## Teorie sulla perdita
La causa della sua perdita non è stata ancora pienamente confermata dall'US Navy e sono state sollevate diverse possibilità.

### Attivazione accidentale di un siluro
La corte di inchiesta della marina indicò la possibilità dell'inavvertita attivazione di un siluro Mk 37 a batteria. Alcuni credono che questo siluro a ricerca acustica, in condizioni ottimali e senza blocco di propulsione, abbia cominciato a scorrere all'interno del tubo di lancio. Rilasciato dal tubo, il siluro divenne in qualche modo pienamente armato e ingaggiò il bersaglio più vicino — lo stesso Scorpion. Questo è considerato altamente improbabile a causa del fatto che lo Scorpion aveva la capacità di distruggere l'arma prima di venire ingaggiata. Secondo le affermazioni del Dott. Craven sul fatto che il sistema SOSUS abbia tracciato il sottomarino che indietreggiava lungo la sua rotta originaria, il che confermerebbe una rotazione di 180 gradi nel tentativo di attivare i sistemi di sicurezza di un siluro, secondo Gordon Hamilton i dati acustici sono troppo ingarbugliati per rilevare simili dettagli.
Un altro problema della teoria del siluro è che ci sono numerose sicure che permettono agli addetti ai siluri di disattivare la testata se è stata lanciata e la sua sicura anti-movimento-circolare non funziona, consentendo di urtare la nave madre senza esplodere, nel qual caso l'arma colpirebbe senza rischi la chiglia. Alcuni addetti ai siluri esperti nell'uso dei Mark 37 hanno avallato la teoria dell'autodistruzione da siluro.
Nel libro Silent Steel, Foutain rivela che non crede lo Scorpion sia stato affondato da un suo siluro e, durante l'inchiesta, i fisici e gli ingegneri che eseguirono le simulazioni richieste dal Dott. Craven testarono che le simulazioni estremamente complesse, usando la scarsa potenza di calcolo dell'epoca, erano di piccolo valore, poiché molto ipotetiche. Questa testimonianza fu biasimata dai membri della corte, tanto persuasi dalle teorie del dott. Craven da indicarle come superiori alle altre. Quello che divenne evidente è che molti investigatori, anche secondo una storia dell'investigazione della Marina, erano irritati dalla devozione di Craven alla sua teoria del siluro.

### Esplosione di un siluro
Una teoria seguente fu che un siluro poteva essere esploso nel tubo di lancio, a causa di un incendio non controllabile nella stanza dei siluri. Il libro Blind Man's Bluff documenta le scoperte e le investigazioni del dott. John Craven, che suppose che una causa possibile poteva essere stata il surriscaldamento di una batteria difettosa (Il dott. Craven affermò in seguito nel libro Silent Steel che fu citato erroneamente). La batteria zinco-argento Mk 46 usata nel siluro Mk 37 aveva la tendenza a surriscaldarsi e in casi estremi poteva causare un incendio abbastanza forte da provocare un'esplosione di basso ordine della testata. Se fosse avvenuta una tale detonazione, essa avrebbe potuto aprire il grosso portello di carico dei siluri e provocato l'inondazione dello Scorpion e il conseguente affondamento. Tuttavia, mentre le batterie Mk 46 sono conosciute per generare abbastanza calore da creare rigonfiamenti nell'involucro dei siluri, non sono documentati casi in cui abbiano danneggiato le navi o causato esplosioni.
Il dott. John Craven menziona il fatto che non ha lavorato sui sistemi di propulsione dei siluri Mk 37 e divenne consapevole della possibilità dell'esplosione della batteria soltanto venti anni dopo la perdita dello Scorpion. Nel suo libro The Silent War egli narra l'esecuzione di una simulazione con l'ex Ufficiale Esecutivo dello Scorpion Lt. Cdr. Robert Fountain Jr. al comando del simulatore. A Fountain fu detto di dirigersi a casa a 18 nodi (33 km/h) a una profondità di sua scelta, poi fu dato l'allarme di "siluro in funzione". Fountain rispose con "barra tutta a dritta", una veloce virata che attiverebbe un sistema di sicurezza che evita al siluro di armarsi. Poi nella simulazione fu introdotta un'esplosione nella stanza dei siluri. Fountain ordinò le procedure di emergenza per tornare in superficie, affermò Craven, "ma invece la nave continuò ad affondare, raggiungendo la profondità di collasso e implodendo in novanta secondi — un secondo in ritardo rispetto all'evento reale".
Craven, che fu il capo Scienziato dell'Ufficio Progetti Speciali della Marina, che aveva responsabilità direttive rispetto alla progettazione, la costruzione, i test operativi e le valutazioni e la manutenzione della Flotta Missilistica Polaris - al tempo dell'affondamento dello Scorpion il sistema militare più avanzato - credette a lungo che lo Scorpion fosse stato colpito da un suo stesso siluro, ma cambiò idea a metà degli anni 90, quando gli ingegneri che stavano controllando le batterie Mk 46 a Keyport, Washington, dissero che le batterie perdevano elettrolita e a volte bruciavano quando si trovavano all'esterno dei loro involucri durante gli urti, il riscaldamento e il raffreddamento che subiscono durante il loro ciclo vitale. Il costruttore delle batterie fu accusato di aver costruito oggetti difettosi, ma poté poi dimostrare che le sue batterie non erano meno sicure di quelle degli altri fabbricanti. Infatti le batterie sospettate di essere inaffidabili erano state fabbricate troppo tardi per poter essere installate nei siluri dello Scorpion.

### Conclusioni della US Navy
La Marina americana attuale è confusa come il pubblico sui risultati delle varie inchieste sulla perdita dello Scorpion. Mentre la Corte di Inchiesta non ha mai appoggiato la teoria del siluro del dott. Craven, il suo Findings of Facts (Scoperte dell'Accaduto) pubblicato nel 1993 portava tale teoria come principale di una lista delle possibili cause della perdita dello Scorpion.
La Marina non informò il pubblico che sia la Flotta Sottomarina Atlantica Americana che il Comandante in Capo della Flotta Atlantica si opposero alla teoria del siluro di Craven dicendo che era infondata e non rivelò che una seconda investigazione tecnica sulla perdita dello Scorpion, che fu completata nel 1970, rinnegava le ipotesi che una detonazione di un siluro abbia avuto un ruolo chiave nell'affondamento. Nonostante la seconda inchiesta tecnica, la Marina continua ad apporre una forte fiducia nella visione di Craven, che un'esplosione abbia distrutto la nave, come è provato da questo estratto di una lettera del maggio 2003 dalla Navy Submarine Warfare Division (N77), scritta specificamente dall'ammiraglio P.F. Sullivan per conto del VADM John J. Grossenbacher (Comandante delle Forze Speciali Sottomarine), del Comando della Naval Sea Systems, della Naval Reactors e altri nella Marina americana al riguardo della loro opinione sulle teorie alternative sull'affondamento:
Alcuni affermano erroneamente che la determinazione di Grossenbacher (e dell'Ammiraglio Sullivan) è tratta soltanto dall'inconcludente Findings of Fact, generato dalla corte di inchiesta della Marina sulla perdita dello Scorpion. Questo non è vero, poiché la loro lettera menziona esplicitamente la loro revisione di uno studio secondario del Gruppo di Analisi Strutturale del 1970 e un rapporto successivo del dott. Robert Ballard, il cui team investigativo visitò il relitto dello Scorpion negli anni ottanta.

## Comandanti
Lista di comandanti dell'USS Scorpion e relativa data di assunzione del comando:
1. Comandante Norman Bagnall Bessac: 27 luglio 1960;
2. Comandante Robert Young "Yogi" Kaufman: 30 marzo 1962;
3. Comandante RRalph McDougall Ghormley: 12 agosto 1963;
4. Tenente comandante James Richard Lewis: 22 luglio 1965;
5. † Comandante Francis Atwood Slattery: 30 marzo 1967;

## LoUSS Scorpionnei mass media

### Libri basati sui fatti reali

#### Silent Steel
- Stephen Johnson, Silent Steel: The Mysterious Death of the Nuclear Attack Sub USS Scorpion, January 6, 2006, Wiley, 2006,  p. 304, ISBN 0-471-26737-6.

Pubblicato nel 2006, Silent Steel: The Mysterious Death of the Nuclear Attack Sub USS Scorpion ("Acciaio silenzioso: La misteriosa morte del sottomarino nucleare da attacco USS Scorpion") di Stephen Johnson fornisce una lista meticolosamente dettagliata di ogni problema meccanico sul sottomarino citato dalla Marina o menzionato nelle lettere dei membri dell'equipaggio, ma in conclusione fallisce nel fornire una qualsiasi spiegazione per l'affondamento dello Scorpion. Johnson, un critico del dott. Craven, è d'accordo con gli scienziati della Marina i quali, nel 1970, dettero l'opinione che la chiglia del sottomarino fu distrutta da danni da implosione e non da un'esplosione di un siluro, una scoperta che supportarono con la loro interpretazione di certe prove sulle condizioni dello scafo e sulle registrazioni idroacustiche del disastro. Silent Steel ritrae un sottomarino che aveva lavorato troppo, a cui è stata negata la necessaria manutenzione e operato da un equipaggio demoralizzato, una descrizione contraddetta da molti ex-ufficiali ed ex-membri dell'equipaggio dello Scorpion e basata in parte sulla testimonianza di marinai che avevano richiesto il trasferimento dalla nave. Johnson elenca anche molti dei problemi di manutenzione da parte della Marina che negarono allo Scorpion una revisione e ritardarono i miglioramenti per la sicurezza, anche se la Marina avrebbe virtualmente mantenuto tutti i miglioramenti necessari e vitali e le riparazioni furono eseguite sul sottomarino prima del suo ultimo incarico. Il Programma per la Sicurezza dei Sottomarini (Submarine Safety Program), iniziato in seguito alla perdita dell'USS Thresher nel 1963, ritardava la costruzione dei nuovi sottomarini e le revisioni di quelli in servizio monopolizzando i lavoratori esperti e parti di ricambio critiche. Temendo che una normale revisione e lavoro di aggiornamento dei sistemi di sicurezza durante il 1967 avrebbero messo da parte lo Scorpion per tre anni, fu selezionato per una breve revisione sperimentale, che fu in seguito cancellata a causa della mancanza di lavoratori. Lo Scorpion affondò otto mesi dopo aver lasciato il Cantiere Navale di Norfolk.

#### Blind Man's Bluff
- trad. it. Immersione Rapida, il Saggiatore, Milano 1999 Sherry Sontag, Christopher Drew, Blind Man's Bluff: The Untold Story of American Submarine Espionage, 3 ottobre 2000, Harper Paperbacks, 2000,  p. 432, ISBN 0-06-097771-X.

Nel 1999 due reporter del New York Times pubblicarono Blind Man's Bluff (letteralmente "Il Bluff del Cieco"), un libro che forniva una rara descrizione del mondo dei sottomarini nucleari e sullo spionaggio durante la Guerra fredda. Un lungo capitolo parla estesamente dello Scorpion e della relativa perdita. Il libro riporta che c'era preoccupazione riguardo ai siluri convenzionali Mk 37 trasportati a bordo della nave nel 1967 e nel 1968, prima che lo Scorpion lasciasse Norfolk per la sua ultima missione. Le preoccupazioni erano mirate alla batteria che alimentava i siluri; batteria che aveva un sottile foglio metallico come barriera separatrice dei due tipi di sostanze chimiche volatili contenute in essa. Quando si mescolavano lentamente e in modo controllato, gli agenti chimici generavano calore ed elettricità, alimentando il motore che spingeva il siluro nell'acqua. Ma le normali vibrazioni che si sperimentavano su un sottomarino nucleare furono scoperte come causa di rottura della sottile barriera metallica, permettendo ai reagenti di interagire intensamente. Questa interazione generava un calore eccessivo che, nei test, poteva velocemente provocare un'involontaria esplosione del siluro. Gli autori del libro furono attenti nel dire che non potevano indicare questo come la causa della perdita dello Scorpion — solo che quella era una causa possibile ed era coerente con gli altri dati che indicavano che vi era stata un'esplosione prima dell'affondamento dello Scorpion. È importante il fatto che gli autori citano esempi di incidenti con siluri che ritornavano al loro sottomarino che sono avvenuti con altri sottomarini statunitensi prima della perdita dello Scorpion (anche se nessuno di questi incidenti ha mai causato la perdita di un sottomarino).

#### Red Star Rogue
- Kenneth Sewell, Clint Richmond, Red Star Rogue: The Untold Story of a Soviet Submarine's Nuclear Strike Attempt on the U.S., 26 settembre 2006, Pocket Star,  p. 480, ISBN 1-4165-2733-8.

Nel 2005 il libro Red Star Rogue: The Untold Story of a Soviet Submarine's Nuclear Strike Attempt on the U.S. (letteralmente "Stella Rossa Mascalzona: La Storia [finira] Non Raccontata del Tentativo di Attacco Nucleare agli U.S.A. da parte di un Sottomarino Sovietico"), dell'ex operatore di sottomarini americano Kenneth Sewell in collaborazione con il giornalista Clint Richmond, afferma che il K-129 fu affondato 300 miglia (560 km) a nord-ovest di Oahu il 7 marzo 1968 mentre tentava di lanciare i suoi tre missili balistici con l'intento di distruggere Pearl Harbor.
Sewell afferma che l'affondamento dello Scorpion fu causato da un attacco di rappresaglia per l'affondamento del K-129, che i sovietici avevano attribuito a una collisione con l'USS Swordfish (SSN-579).
Nel 1995 Peter Hunchthausen cominciò a lavorare su un libro che parlava della flotta sottomarina sovietica, per farlo intervistò l'ex-Ammiraglio Sovietico Victor Dygalo, il quale affermò che la vera storia del K-129 non è stata rivelata a causa dell'accordo informale tra i comandi navali dei due stati. Lo scopo di questa segretezza, aggiunse, è fermare ogni ulteriore ricerca sulla perdita dei rispettivi Scorpion e K-129. Hunchthausen dichiara che Dygalo gli ha detto di "scordarsi di riuscire mai a rivelare la verità su queste tristi perdite alle famiglie".

#### Scorpion Down
- Ed Offley, Scorpion Down: Sunk by the Soviets, Buried by the Pentagon: The Untold Story of the USS Scorpion, 20 aprile 2007, Perseus Books Group, 2007,  p. 480, ISBN 0-465-05185-5.

Ed Offley, un cronista di questioni militari, ha seguito da vicino gli sviluppi sulle informazioni riguardanti l'affondamento dello Scorpion. Il suo più recente articolo sull'argomento è "Buried at Sea" ("Sepolto nel mare"), pubblicato nell'edizione dell'inverno 2008 del Quarterly Journal of Military History (il "Periodico Trimestrale di Storia Militare"). Questo articolo riassume i fatti del caso come sono presentati nel suo libro del 2007 Scorpion Down: Sunk by the Soviets, Buried by the Pentagon: The Untold Story of the USS Scorpion. ("Scorpion Down: Affondato dai sovietici, seppellito dal Pentagono: la storia non raccontata dello USS Scorpion"). Nel libro Offley, raccogliendo i decenni della sua ricerca, ipotizza che lo Scorpion fu affondato dai sovietici, probabilmente come rappresaglia per la perdita del K-129, un sottomarino a missili balistici Golf-II, poco prima in quello stesso anno. Il libro disegna un momento di rabbia sovietica crescente verso le provocazioni della US Navy (specificamente il monitoraggio da vicino delle operazioni navali sovietiche da parte di quasi tutti i sottomarini nucleari statunitensi). Circa nello stesso momento, la comunità dei servizi segreti sovietici ottenne un notevole vantaggio nel ricevere gli strumenti di criptazione meccanica dell'USS Pueblo. Queste macchine, in combinazione con le chiavi di decifrazione che arrivavano giornalmente dallo spionaggio di John Anthony Walker, avrebbe permesso ai sovietici di monitorare in tempo reale la disposizione e le comunicazioni delle navi della Marina americana. Il signor Offley è convinto che lo Scorpion fosse stato tracciato da diverse attività della Marina sovietica dal Mediterraneo alla sua zona operativa finale a sud delle Azzorre, dove fu affondata da un siluro sovietico. In mezzo alle testimonianze orali contate da Mr. Offley vi sono elenchi di registrazioni del SOSUS che documentano suoni di siluri, di manovre evasive e infine i suoni dell'implosione nel momento in cui lo Scorpion è sprofondato sotto la profondità di rottura.

### Musica
- Soggetto della canzone di Phil Ochs, "The Scorpion Departs but Never Returns" dall'album Rehearsals for Retirement.